# Hijra

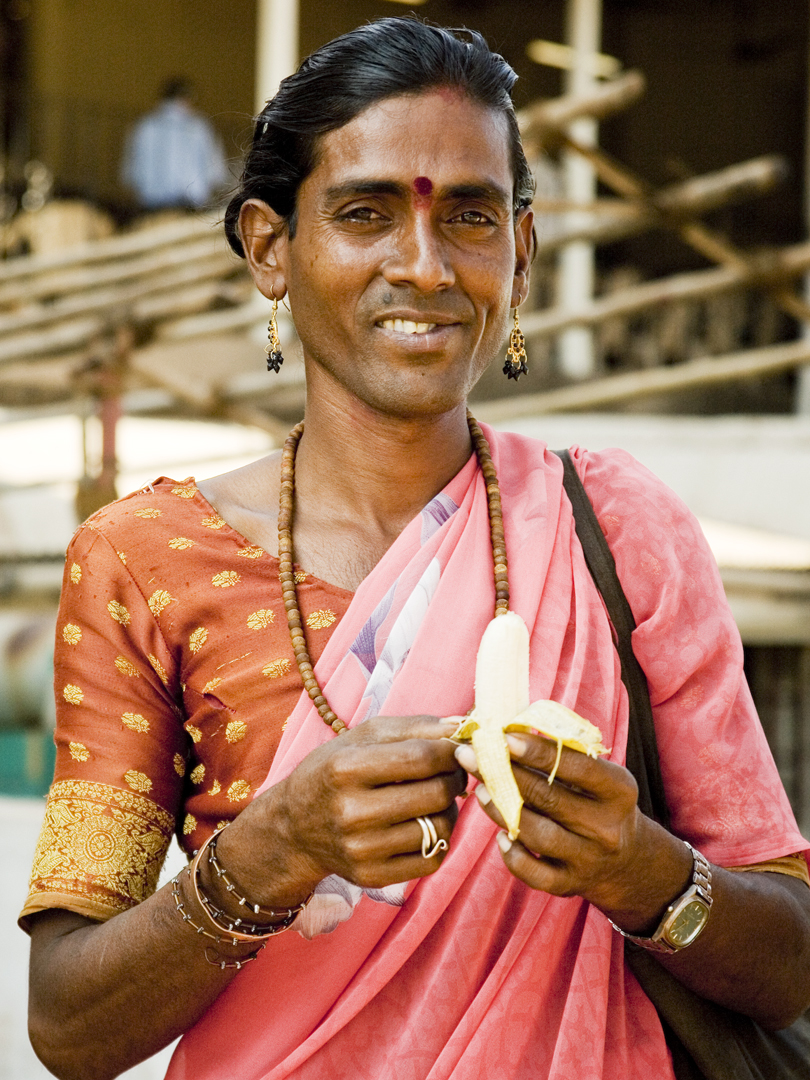
Una hijra a la ciutat de Goa.

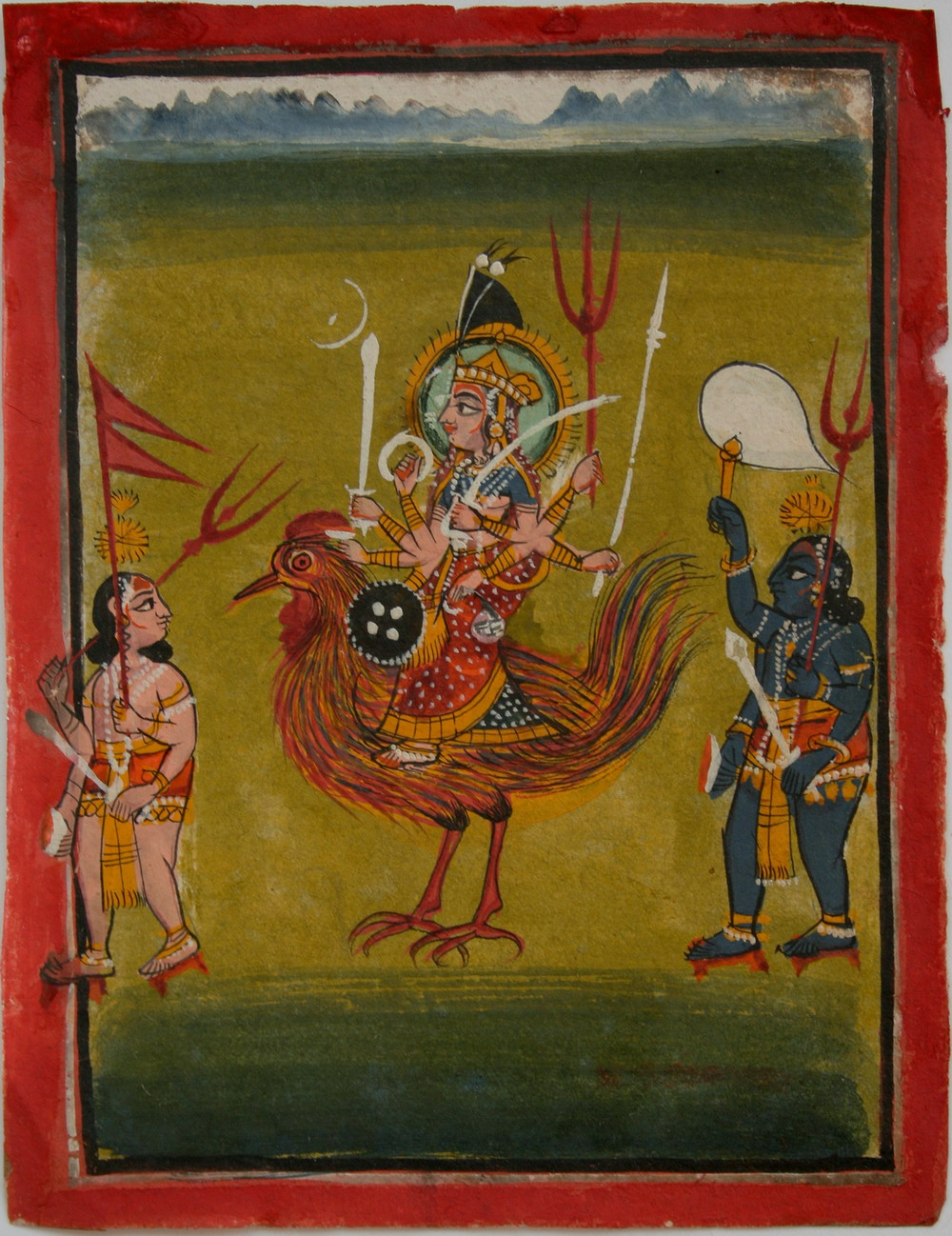
La deessa Bajuchara.

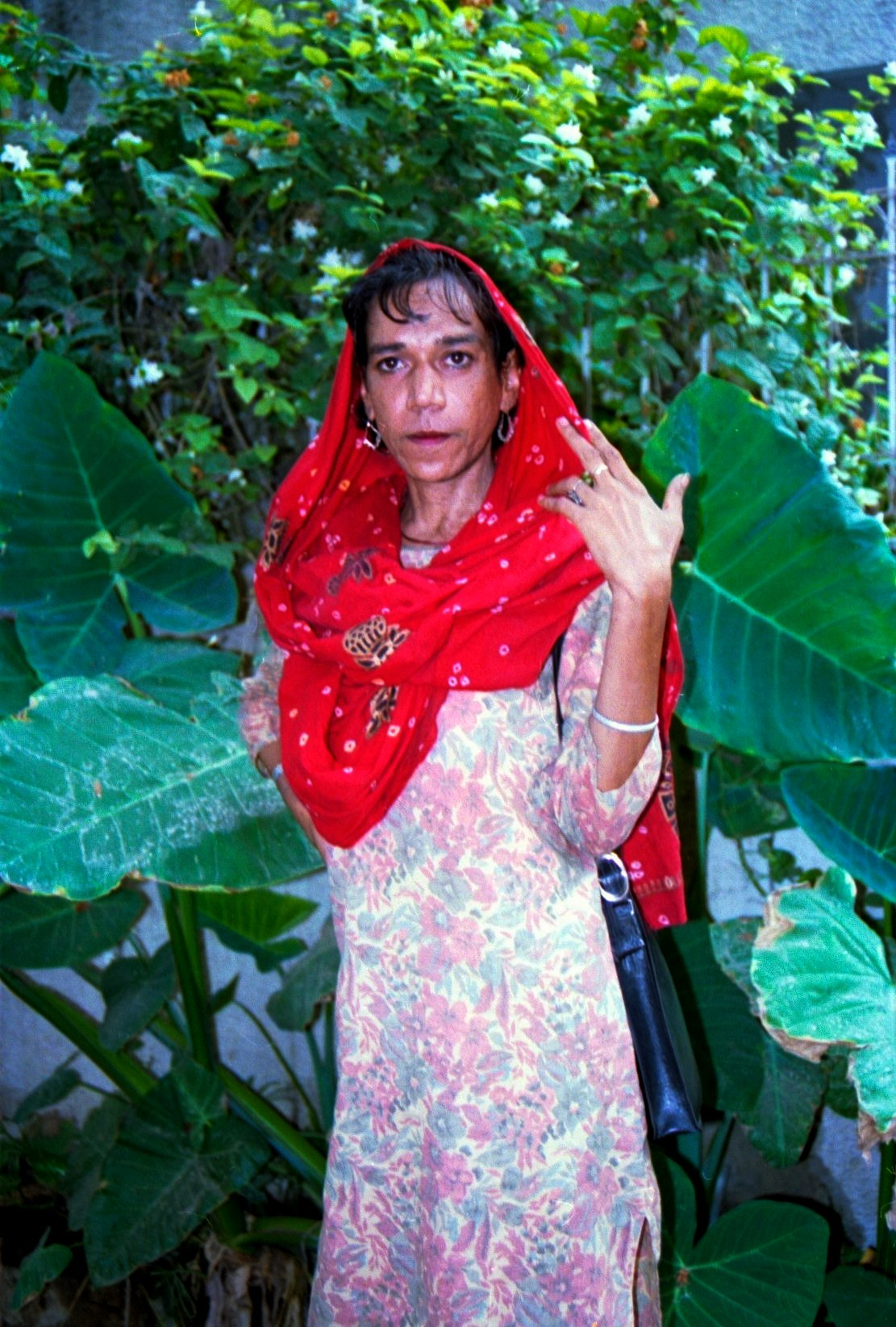
Una hijra a la ciutat de Nova Delhi.

En la cultura del subcontinent indi, el terme hijra (pronunciat /ˈɦɪdʒɽaː/) defineix als membres d'un tercer gènere.
La majoria són homes o intersexuals, però alguns són dones. La majoria de les dones hijras es refereixen a si mateixes en femení i solen vestir amb peces tradicionals femenines. El cens oficial del govern de l'Índia no les esmenta, per la qual cosa no hi ha dades sobre la seva població; les estimacions oscil·len entre 50.000 i 5.000.000 de hijras tan sols a l'Índia.
La història d'aquest grup compta amb una llarga tradició, tant en el Majabhárata (text èpic-religiós del segle III a. C.) com en les corts de l'imperi mogol del subcontinent.
A l'Índia, algunes persones les consideren com a eunucs (homes sense desenvolupament sexual), encara que la veritat és que poques d'elles s'han sotmès a algun tipus de modificació genital.

## Història i definició
A l'Índia, existeix, des de fa molt temps, un grup religiós de persones assignades homes en néixer que es vesteixen i es comporten com a dones: són les hijras. Adoren a la deessa Bajuchara Mata.
En la religió hinduista existeix una definició clara de dos sexes, no obstant això varis dels seus déus presenten trets d'un i d'un altre sexe, la qual cosa permet l'acceptació de l'existència d'un "tercer sexe".
L'origen diví dels hijras prové d'una llegenda del segle IX segons la qual, el déu Krixna, en sentir a Iraván ―el supersticiós fill del seu cosí Aryuna― que es lamentava perquè se suïcidaria verge, es va transformar en la deessa Mohini. Per aquesta raó les hijras van cada any a Kutayan, al sud de l'Índia, per celebrar les seves noces amb el déu. Per a aquesta ocasió, es vesteixen amb gales de núvia. Com que l'espòs guerrer mor, les hijras es converteixen en vídues, i tallen les seves polseres i ornaments festius.
En canvi, durant els segles d'invasió mongola, les hijras tenien ocupacions de tota condició: des de mainaderes fins a llocs d'alt rang, com el de conseller d'estat de l'emperador mongol. En aquesta època les hijras arribaren a posseir terres, palaus, temples i servents a la seva disposició i inspiraven fe i respecte.
Després de l'ocupació britànica de l'Índia es van implantar les lleis homòfobes que castigaven l'homosexualitat. La població hijra va ser marginada, obligada a viure de la mendicitat i la prostitució.
A finals del segle XX s'ha relaxat la persecució d'aquest col·lectiu, arribant una hijra a ser alcalde electe d'un poble de l'Índia. No obstant això la discriminació segueix sent la constant.

## Ritus i costums
Algunes hijras es castren voluntàriament. Abans ho feien amb ganivet i sense anestèsia la qual cosa provocava la mort d'un important nombre d'elles. A pesar que la legislació índia prohibeix la castració des de 1860 ―durant la invasió britànica―, en algunes clíniques encara és comú la seva pràctica.
Després de ser castrada, la hijra que opta per la mutilació genital, compleix amb un últim ritu: bolcar llet en un rierol, com a símbol de la pèrdua de la seva fertilitat. Els supersticiosos hinduistes creuen que les hijras, en renunciar a tenir fills propis, tenen facultats per beneir o maleir i és per això que, en néixer un nen, les hijras acudeixen a celebrar el naixement amb cants, benediccions i auguris de llarga vida i prosperitat, així com per lliurar-ho del mal d'ull. A canvi reben arròs, sucre i diners. Si les hijras consideren que reben poca quantitat d'almoina, poden maleir al nen amb l'impotència per quan sigui adult.
La majoria de les hijras renuncien a portar una vida sexual activa. Aquelles que es dediquen a l'exercici de la prostitució, no consideren aquesta activitat com una activitat sexual, sinó com a treball.
Alguns homes joves decideixen convertir-se en hijras per considerar que falten als principis religiosos en tenir relacions homosexuals amb un rol passiu. D'altres neixen amb una identitat de gènere femenina i opten per convertir-se en hijras.